# 2008年夏季奧林匹克運動會女子10公里馬拉松游泳比賽
2008年夏季奧林匹克運動會的游泳比賽－女子10公里馬拉松游泳於8月20日在北京奧林匹克水上公園進行，這是10公里公開水域首次成為正式夏季奧運項目。

## 獎牌榜
| 獎牌 | 運動員             | 成績      |
| 金牌 | 拉里莎·伊爾琴科（俄罗斯）  | 1:59:27.7 |
| 銀牌 | 凯莉-安妮·潘恩（英国） | 1:59:29.2 |
| 銅牌 | 卡桑德拉·派坦（英国）  | 1:59:31.0 |